# سانگ دو! بیا بریم مدرسه
سانگ دو! بیا بریم مدرسه (به انگلیسی: Sang doo! Let's Go to School، کره‌ای: 상두야, 학교가자!) یک مجموعه تلویزیونی کره جنوبی سال ۲۰۰۳ با بازی رین، گونگ هیو جین و سونگ مین جو است. این سریال از ۱۵ سپتامبر تا ۴ نوامبر ۲۰۰۳ ۶ر دوشنبه و سه‌شنبه ساعت ۲۱:۵۰ (به وقت کره جنوبی) از کی‌بی‌اس۲ برای ۱۶ قسمت پخش شد.